# Athletissima 2007
L'Athletissima 2007 è un meeting di atletica leggera svoltosi il 10 luglio 2007 a Losanna, in Svizzera, facente parte del circuito IAAF World Tour, di cui rappresenta il quattordicesimo appuntamento stagionale.

## Risultati

### Uomini
| Specialità       | 1º classificato      | Prestazione | 2º classificato        | Prestazione | 3º classificato       | Prestazione |
| 100 m            | Derrick Atkins       | 10"04       | Marlon Devonish        | 10"06       | Churandy Martina      | 10"10       |
| 200 m            | Tyson Gay            | 19"78       | Usain Bolt             | 20"11       | Wallace Spearmon      | 20"42       |
| 400 m            | Gary Kikaya          | 45"24       | John Steffensen        | 45"54       | Sanjay Ayre           | 45"79       |
| 800 m            | David Lekuta Rudisha | 1'45"82     | Yuriy Borzakovskiy     | 1'46"01     | Youssef Saad Kamel    | 1'46"05     |
| 1500 m           | Belal Mansoor Ali    | 3'35"41     | Bouabdellah Tahri      | 3'36"13     | Yassine Bensghir      | 3'36"24     |
| 5000 m           | Edwin Cheruiyot Soi  | 13'10"21    | Micah Kogo             | 13'10"68    | Josphat Kiprono Menjo | 13'12"37    |
| 110 m hs         | Liu Xiang            | 13"01       | Anwar Moore            | 13"12       | Aries Merritt         | 13"18       |
| 400 m hs         | James Carter         | 48"30       | Kerron Clement         | 48"31       | Louis Van Zyl         | 48"50       |
| Salto in alto    | Stefan Holm          | 2.28 m      | Tomáš Janku            | 2.28 m      | Donald Thomas         | 2.28 m      |
| Salto con l'asta | Brad Walker          | 5.91 m      | Paul Burgess           | 5.75 m      | Steven Hooker         | 5.70 m      |
| Salto in lungo   | Irving Saladino      | 8.36 m      | Godfrey Khotso Mokoena | 7.95 m      | Salim Sdiri           | 7.82 m      |
| Staffetta 4×100  | Giamaica             | 38"75       | Regno Unito            | 38"78       | Paesi Bassi           | 39"37       |

### Donne
| Specialità             | 1º classificato     | Prestazione | 2º classificato   | Prestazione | 3º classificato            | Prestazione |
| 100 m                  | Torri Edwards       | 11"00       | Veronica Campbell | 11"07       | Me'Lisa Barber             | 11"11       |
| 400 m                  | Novlene Williams    | 50"71       | Amy Mbacké Thiam  | 51"03       | DeeDee Trotter             | 51"48       |
| 800 m                  | Kenia Sinclair      | 1'59"13     | Hazel Clark       | 1'59"43     | Maria de Lurdes Mutola     | 1'59"66     |
| 1500 m                 | Maryam Yusuf Jamal  | 4'03"61     | Iryna Lishchynska | 4'04"27     | Olga Yegorova              | 4'04"64     |
| 100 m hs               | Michelle Perry      | 12"60       | Susanna Kallur    | 12"62       | LoLo Jones                 | 12"74       |
| 400 m hs               | Natalya Ivanova     | 54"90       | Melaine Walker    | 54"95       | Tetiana Tereschuk-Antipova | 55"00       |
| Salto in lungo         | Carolina Klüft      | 6.84 m      | Oksana Udmurtova  | 6.65 m      | Tatyana Lebedeva           | 6.60 m      |
| Salto triplo           | Tatyana Lebedeva    | 14.47 m     | Marija Sestak     | 14.26 m     | Keila Costa                | 14.25 m     |
| Lancio del giavellotto | Christina Obergföll | 66.91 m     | Steffi Nerius     | 63.12 m     | Barbora Špotáková          | 60.83 m     |